# ステレンボッシュ

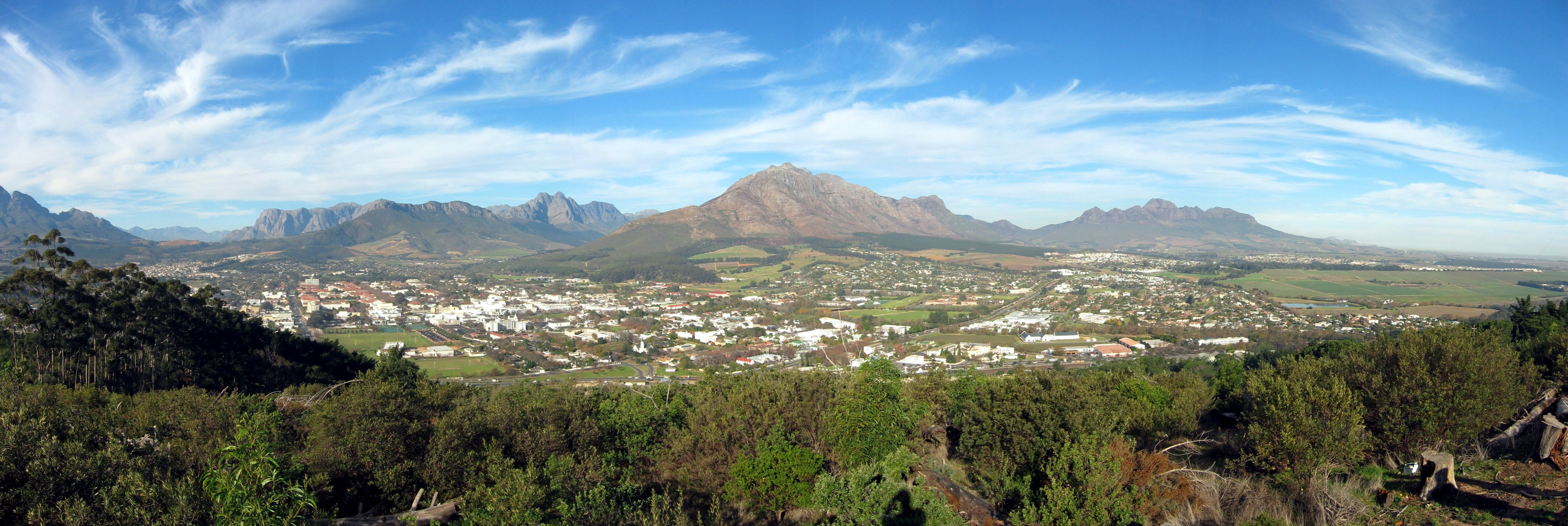
ステレンボッシュ全景。パーペハーイベルグからのパノラマ

ステレンボッシュまたはステレンボス（アフリカーンス語: Stellenbosch）は、南アフリカ共和国の都市。同国南西部に位置し、西ケープ州に属する。ケープタウンからは50キロメートル東に位置する。南アフリカで2番目に古い町であり、ワイン生産とステレンボッシュ大学を擁する文教都市として知られている。また、街中には大きなオークの並木があり、そのためこの街は「エイケスタッド」（アフリカーンス語: Eikestad、「オークの町」の意）という愛称で呼ばれている。

## 歴史
ステレンボッシュは1679年、ケープ植民地総督のシモン・ファン・デル・ステルによって建設された。街の名は「ステルの森」という意味である。ケープ植民地ではケープタウンについで2番目、ケープ半島以外や内陸部にはじめて建設された都市であり、オランダ人の内陸部進出の拠点となった。町は急速に発展し、1682年には地方自治体となり、1685年にはこの街の判事の管轄区域は25,000平方キロメートルにも及ぶようになっていた。オランダ人は水利工学に長けており、街中を流れるアーステ川から水路をひいて水車小屋を設置した。
初期の訪問者たちは、オークの木や庭園について記録を残している。1683年には学校が開かれ、1685年にはオランダ改革派教会がケープで2番目の教区を設置した。1688年になると、ナントの勅令の廃止によってケープへと逃れてきたユグノーたちがステレンボッシュに大量に入植した。この地方の渓谷がヨーロッパによく似た気候と肥沃な土に恵まれていることに気がついたユグノーはこの地でブドウ栽培を開始し、現在のケープ・ワインの基礎を築いた。
ケープ植民地が英領となっても、この町はオランダ人やドイツ人、フランス人の入植者たちが融合したアフリカーナーの中心都市のひとつとなっていた。1833年にはステレンボッシュの人口は16,137人であり、内訳は奴隷が8,555人、白人が6,066人、コイコイ人が1,220人、自由黒人が296人であった。1859年にはオランダ改革派教会の神学校が設置され、1860年には南アフリカ最古の女子高校であるレニッシュ女子高が開校した。1866年にはステレンボッシュ・ギムナジウムが開校し、これらの高等教育部分をまとめて1874年にヴィクトリア・カレッジが開校し、1918年には改組されてステレンボッシュ大学となった。ボーア戦争中には兵の訓練キャンプがおかれた。

## 人口と地理
| 人種構成（ステレンボッシュ） 2011             | 人種構成（ステレンボッシュ） 2011             | 人種構成（ステレンボッシュ） 2011 | 人種構成（ステレンボッシュ） 2011 | 人種構成（ステレンボッシュ） 2011 |
| --------------------------------------------- | --------------------------------------------- | --------------------------------- | --------------------------------- | --------------------------------- |
|                                               |                                               |                                   |                                   |                                   |
| カラード                                      | カラード                                      |                                   | 52.24%                            | 52.24%                            |
| バントゥー系民族（黒人）                      | バントゥー系民族（黒人）                      |                                   | 28.07%                            | 28.07%                            |
| 白人（アフリカーナー及び アングロアフリカン） | 白人（アフリカーナー及び アングロアフリカン） |                                   | 18.46%                            | 18.46%                            |
| アジア系                                      | アジア系                                      |                                   | 0.40%                             | 0.40%                             |

| 母語話者（ステレンボッシュ） 2011 | 母語話者（ステレンボッシュ） 2011 | 母語話者（ステレンボッシュ） 2011 | 母語話者（ステレンボッシュ） 2011 | 母語話者（ステレンボッシュ） 2011 |
| --------------------------------- | --------------------------------- | --------------------------------- | --------------------------------- | --------------------------------- |
|                                   |                                   |                                   |                                   |                                   |
| アフリカーンス語                  | アフリカーンス語                  |                                   | 67.66%                            | 67.66%                            |
| コサ語                            | コサ語                            |                                   | 20.78%                            | 20.78%                            |
| 英語                              | 英語                              |                                   | 7.22%                             | 7.22%                             |

現在のステレンボッシュの人口は155,733人（2011年時点）であるが、この数字は学生を含まないため実際にはもっと多い。
住民の多くはアフリカーンス語を話すが、英語やコーサ語を話す大きなコミュニティもある。この街の黒人のほとんどはコーサ語を話すが、街の大多数を占めるカラード、アフリカーナー、コイコイ人はアフリカーンスを話す。
ステレンボッシュは山に囲まれた渓谷に位置しており、西のパーペハーイベルグ、南のステレンボッシュ山とシモンズベルグ、東から南東のユンカースフークや大ドラケンステイン山などに囲まれている。

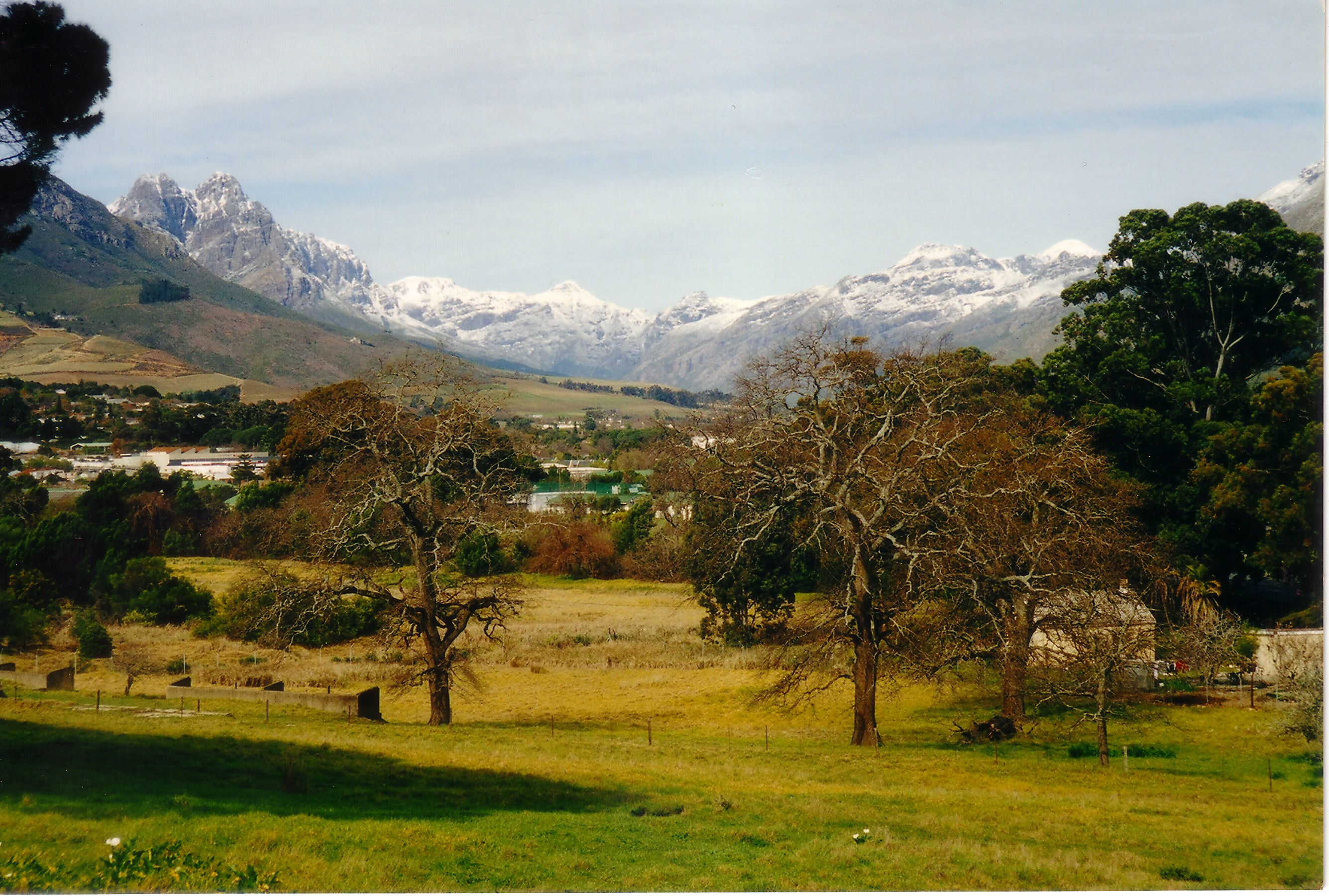
ステレンボッシュ東郊の冬

## ワインランド

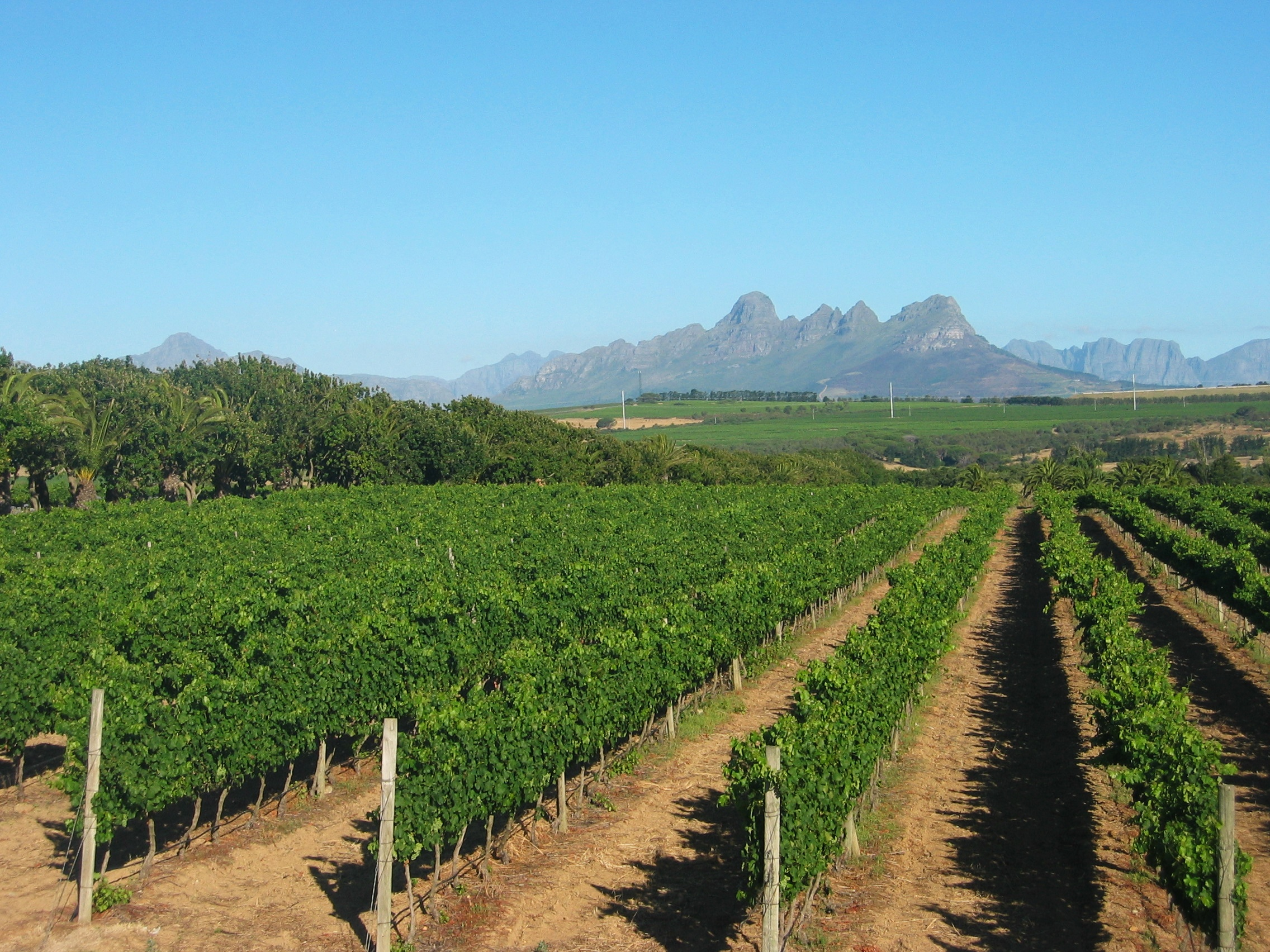
ステレンボッシュのワイン農園

ステレンボッシュは南アフリカ一のワイン産地として知られ、近隣のパールやフランシュフックを含めた地域はワインランドと呼ばれ、郡名にもなっている。
気候は地中海性気候で、土壌は暗色の粘土質であり、排水のよい丘陵が広がっている。夏は暑くて乾燥しており、2月や3月には気温は30℃以上になる。冬は涼しく雨が降り、風が強い。日中の平均気温は16℃である。雪は周囲の山々に年に数度降る。春と秋は20℃前後で気温は安定している。こうした条件が質のよいワインを作り出すのに寄与している。また、ステレンボッシュ大学にはワイン学科があり、ブドウ栽培や醸造の研究が盛んなことも隆盛の理由となっている。ステレンボッシュでは、カベルネ・ソーヴィニヨンが栽培されている。ステレンボッシュ周辺にはブドウ畑が広がり、ケープ・ダッチ様式のワイナリーが点在する。その美しい田園風景と美味なワインを求め、南アフリカ国内やヨーロッパから近年観光客が多く訪れるようになり、ステレンボッシュの新たな産業となっている。

## 交通
メトロレールによってケープタウン中央駅との間に近郊列車が運行されている。ケープタウン駅からの所要時間は1時間10分から1時間20分前後である。

## 大学都市

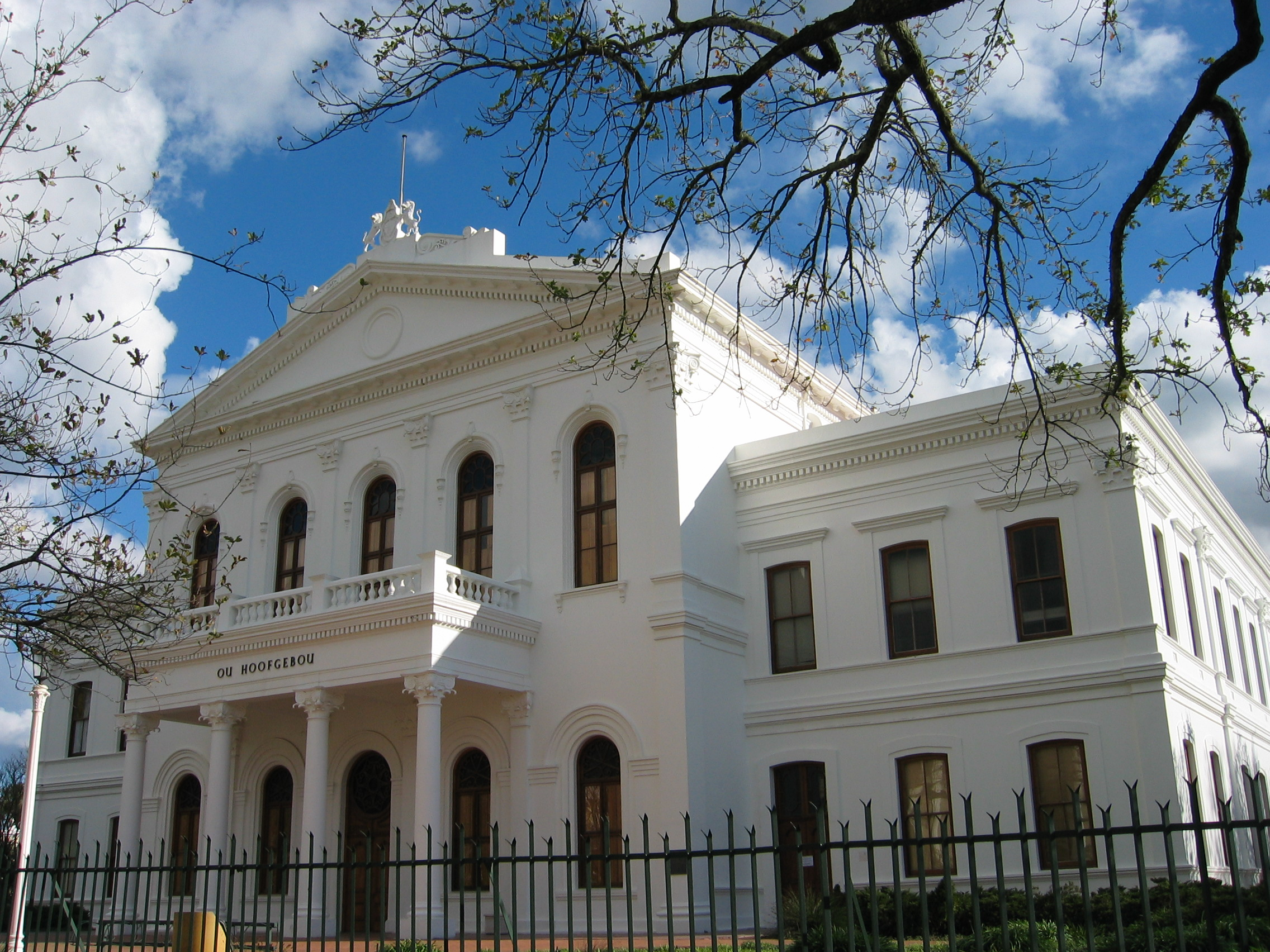
ステレンボッシュ大学

ステレンボッシュのもうひとつの産業は教育である。1863年に前身が開設され、1918年に改組されたステレンボッシュ大学はアフリカーナーの中心教育機関となり、英語系のケープタウン大学やウィットウォーターズランド大学と対抗するアフリカーンス語教育の中心地として、政治家など多数の人材を輩出した。現在では10学部、25,000人の学生が学んでいる。大学の公用語はアフリカーンス語であるが、アパルトヘイトの撤廃とともに英語での教育も行われるようになり、大学院ではむしろ英語が主流となっている。